# Доломітове борошно
Доломітове борошно — пухка або сипуча маса доломіту, що складається з кристалів (або їх агрегатів), що застосовується, зокрема, в сільському господарстві для вапнування ґрунтів.
Природне доломітове борошно залягає серед доломітів, доломітизованих вапняків, дідоломітів, інших мінералів і є продуктом їх розпушення та вилуговування при вивітрюванні. Вона на 30—32 % складається з оксиду кальцію і на 18—20 % — з оксиду магнію. Також доломітове борошно виробляється шляхом переробки карбонатних порід. У доломітовому борошні містяться фосфор, кобальт, цинк, марганець, мідь, залізо. Крім розкислювача ґрунту, доломітове борошно застосовується як сорбент для очищення забруднених нафтопродуктами стічних вод, харчова добавка для худоби, компонент будівельних матеріалів, тампонажних розчинів.